# Antonina Ivanova
Antonina Ivanova (Unión Soviética, 25 de diciembre de 1932-Moscú, 23 de marzo de 2006) fue una atleta soviética especializada en la prueba de lanzamiento de peso, en la que consiguió ser medallista de bronce europea en pista cubierta en 1973.

## Carrera deportiva
En el Campeonato Europeo de Atletismo en Pista Cubierta de 1973 ganó la medalla de bronce en el lanzamiento de peso, llegando hasta los 18.25 metros, tras la checoslovaca Helena Fibingerová  (oro con 19.08 metros) y la polaca Ludwika Chewińska  (plata con 18.29 metros).